# 质量矩阵
在分析力学中，质量矩阵是质量到廣義坐標概念上的推广，它给出了系统广义坐标q的变化率和系统动能T的关系，即
{\displaystyle T={\frac {1}{2}}{\dot {q}}^{\mathrm {T} }M{\dot {q}}}
其中 {\displaystyle {\dot {q}}^{\mathrm {T} }} 是向量{\displaystyle {\dot {q}}}的 转置 。若粒子质量{\displaystyle m} ，速度v, 那么单个粒子的动能T为
{\displaystyle T\;=\;{\frac {1}{2}}m|v|^{2}\;=\;{\frac {1}{2}}v\cdot mv}
将系统中每个粒子的位置用q表示，可推导出上述的一般关系式。
例如，在一维中讨论两体粒子系统。这样一个系统的位置具有2个自由度，每个粒子的位置都可由广义位置矢量描述：
{\displaystyle \mathbf {x} =[x_{1}\,x_{2}]^{\mathrm {T} }}
假设粒子具有质量{\displaystyle m_{1}}和{\displaystyle m_{2}}，系统的动能为
{\displaystyle E=\sum _{i=1}^{2}{\frac {1}{2}}m_{i}{\dot {x_{i}}}^{2}}
将质量列写成矩阵
{\displaystyle M={\begin{bmatrix}m_{1}&0\\0&m_{2}\end{bmatrix}}}
那么总动能由下列公式给出：
{\displaystyle E={\frac {1}{2}}{\dot {\mathbf {x} }}^{\mathrm {T} }M{\dot {\mathbf {x} }}}
在多维情况下，质量矩阵会变得更为复杂。例如，在二维情况下，一个给定的粒子具有两个自由度，因此，如果第i 个粒子对应自由度j 和j+1，那么
{\displaystyle M_{j,j}=M_{j+1,j+1}=m_{i}}
在如刚体动力学之类质量是分布式的情况下的应用中，非对角线元素非零的情况也是存在的。
一般地，质量矩阵M依赖于位置矢量q，且随时间变化。拉格朗日力学中，常微分方程（组）描述了在系统中由粒子的位置所定义的广义坐标矢量随时间的变化。方程中的动能公式表示所有粒子的总动能。

## 示例

### 二体线性系统

一维空间中的质量系统.

考虑由仅限于直线轨道的两个点状物体。这样一个系统的位置具有2个自由度，每个粒子的位置都可由广义位置矢量q描述，即两个粒子沿着轨道的位置：
{\displaystyle q=[x_{1}\,x_{2}]^{\mathrm {T} }}.
设粒子的质量分别为 m1, m2, 系统的总动能是
{\displaystyle T=\sum _{i=1}^{2}{\frac {1}{2}}m_{i}{\dot {x}}_{i}{}^{2}}
也可以写为
{\displaystyle T={\frac {1}{2}}{\dot {q}}^{\mathrm {T} }M{\dot {q}}}
其中
{\displaystyle M={\begin{bmatrix}m_{1}&0\\0&m_{2}\end{bmatrix}}}

### N体系统
更一般地，考虑一个N个粒子的系统，记标号分别为i=1, 2, ..., N，其中粒子 i 的位置是Ni个自由直角坐标（其中Ni是1，2，或3）。令q是由坐标形成的列向量。质量矩阵M是对角块矩阵，每个块中的对角元素是对应的粒子的质量:
{\displaystyle M=\mathrm {diag} [m_{1}I_{n_{1}},m_{2}I_{n_{2}},\cdots ,m_{N}I_{n_{N}}]}
其中 In i 是 ni × ni 单位阵，更具体地:
{\displaystyle M={\begin{bmatrix}m_{1}&\cdots &0&0&\cdots &0&\cdots &0&\cdots &0\\\vdots &\ddots &\vdots &\vdots &\ddots &\vdots &\ddots &\vdots &\ddots &\vdots \\0&\cdots &m_{1}&0&\cdots &0&\cdots &0&\cdots &0\\0&\cdots &0&m_{2}&\cdots &0&\cdots &0&\cdots &0\\\vdots &\ddots &\vdots &\vdots &\ddots &\vdots &\ddots &\vdots &\ddots &\vdots \\0&\cdots &0&0&\cdots &m_{2}&\cdots &0&\cdots &0\\\vdots &\ddots &\vdots &\vdots &\ddots &\vdots &\ddots &\vdots &\ddots &\vdots \\0&\cdots &0&0&\cdots &0&\cdots &m_{N}&\cdots &0\\\vdots &\ddots &\vdots &\vdots &\ddots &\vdots &\ddots &\vdots &\ddots &\vdots \\0&\cdots &0&0&\cdots &0&\cdots &0&\cdots &m_{N}\\\end{bmatrix}}}

### 转动系统

旋转的哑铃型系统.

考虑两个点状的物体，质量分别为m1，m2，连接到一个长度为2R的刚性无质量棒的两端。该组件可以自由旋转且在一个固定的平面上。该系统的状态可以由广义坐标向量描述如下：
{\displaystyle q=[x,y,\alpha ]}
其中 x, y 是以棒中点为原点的直角坐标系，角度 α 是棒转动的角度。两个粒子的位置和速度是：
{\displaystyle {\begin{array}{ll}p_{1}=(x,y)+R(\cos \alpha ,\sin \alpha )&v_{1}=({\dot {x}},{\dot {y}})+R{\dot {\alpha }}(-\sin \alpha ,\cos \alpha )\\p_{2}=(x,y)-R(\cos \alpha ,\sin \alpha )&v_{2}=({\dot {x}},{\dot {y}})-R{\dot {\alpha }}(-\sin \alpha ,\cos \alpha )\end{array}}}
它们的总动能是:
{\displaystyle T=m{\dot {x}}^{2}+m{\dot {y}}^{2}+mR^{2}{\dot {\alpha }}^{2}+2Rd\cos \alpha {\dot {x}}{\dot {\alpha }}+2Rd\sin \alpha {\dot {y}}{\dot {\alpha }}}
其中{\displaystyle m=m_{1}+m_{2}} ， {\displaystyle d=m_{1}-m_{2}}。  这个公式写成矩阵形式为：
{\displaystyle T={\frac {1}{2}}{\dot {q}}^{\mathrm {T} }M{\dot {q}}}
其中
{\displaystyle M={\begin{bmatrix}m&0&Rd\cos \alpha \\0&m&Rd\sin \alpha \\Rd\cos \alpha &Rd\sin \alpha &R^{2}m\end{bmatrix}}}
这里矩阵依赖于棒的当前角度α。
对於连续介质力学的离散近似，如在有限元分析中，有多种方法可以构造质量方程，这取决於所期望的计算和精度性能。例如，利用忽略每一有限元变形的集中质量法可以构建一个对角质量矩阵并且不需要通过变形元来累积质量。